# The Power of the Dog (Film)
The Power of the Dog ist ein Filmdrama von Jane Campion, das im September 2021 bei den Internationalen Festspielen von Venedig seine Premiere feierte, wo die Regisseurin mit dem Silbernen Löwen für die Beste Regie ausgezeichnet wurde. Ab dem 18. November 2021 lief der Film in deutschen Kinos, bevor er Anfang Dezember in das Programm von Netflix aufgenommen wurde. Der Film basiert auf dem Roman Die Gewalt der Hunde von Thomas Savage.
Im Rahmen der Oscarverleihung 2022 gewann Jane Campion den Award für die beste Regie; der Film erhielt weitere elf Nominierungen, darunter als bester Film, Campion für das beste adaptierte Drehbuch und Benedict Cumberbatch als bester Hauptdarsteller sowie Kirsten Dunst als beste Nebendarstellerin.

## Handlung
Das Jahr 1925 im ländlichen Montana: Die unverheirateten, wohlhabenden Brüder Phil und George Burbank, die seit 25 Jahren die von ihren Eltern übernommene Ranch in Montana führen, kehren während ihres Viehtriebs bei der verwitweten Gasthausbesitzerin Rose ein. Der ruhige und kultivierte George sucht nach weiblicher Wärme und ist schnell von Rose angetan; sein rau und menschenfeindlich auftretender Bruder Phil macht sich hingegen über Roses feminin wirkenden Sohn Peter lustig. Gegenüber den anderen Cowboys erwähnt Phil immer wieder seinen verstorbenen Mentor Bronco Henry, der sein archaisches Männerbild stark geprägt zu haben scheint.
George und Rose heiraten kurz darauf. Phil betrachtet diese Ehe mit Missfallen, da er vermutet, dass Rose nur auf Georges Vermögen aus ist, vor allem aber, da sie in seinen Augen zwischen ihn und seinen Bruder getreten ist. Rose gibt ihr Gasthaus auf, und Peter verbringt die Schulzeit in der Stadt, wo er im Internat wohnt. Rose zieht zu George auf die Ranch, wo ihre Versuche, ein normales Verhältnis zu ihrem Schwager aufzubauen, scheitern. George möchte seine Ehefrau bei einer Dinnerparty seinen Eltern und dem Gouverneur vorstellen.
Er kauft ein Klavier und bittet Rose, für den Gouverneur und seine Eltern bei dem Dinner zu spielen. Phil macht Rose bei ihren Proben am Klavier klar, wie mittelmäßig ihr Können ist, und taucht zu der Dinnerparty zunächst gar nicht auf. Rose ist verunsichert und fühlt sich nicht in der Lage, beim Dinner zu spielen. Kurz darauf erscheint Phil, entgegen Georges Wünschen ungewaschen und in Arbeitskleidung. Zudem demütigt er Rose weiter, indem er ihr verzweifeltes Üben für diesen Auftritt vor allen Anwesenden verrät. Als alle den Raum verlassen haben, trinkt die zuvor abstinent lebende Rose ein Glas Alkohol.
Als Peter in den Sommerferien auf die Ranch kommt, findet er seine Mutter als Alkoholikerin vor. Peter wird weiter von Phil und seinen Männern verspottet. Er widmet sich seinen medizinischen Studien, da er später Arzt werden will, seziert Tiere und studiert Krankheiten. Er entdeckt auch einen abgelegenen Weiher, den Rückzugsort von Phil, der dort unter anderem mit einem Halstuch von Bronco Henry masturbiert, welches mit den Initialen B H bestickt ist. In einer kleinen Hütte am Weiher findet Peter einen Stapel homoerotische Zeitschriften mit dem Namen von Bronco Henry darauf, in denen nackte Sportler zu sehen sind. Peter beobachtet Phil, der mit dem Tuch um den Hals in einem Teich badet. Nachdem Phil ihn bemerkt hat, verjagt er ihn.

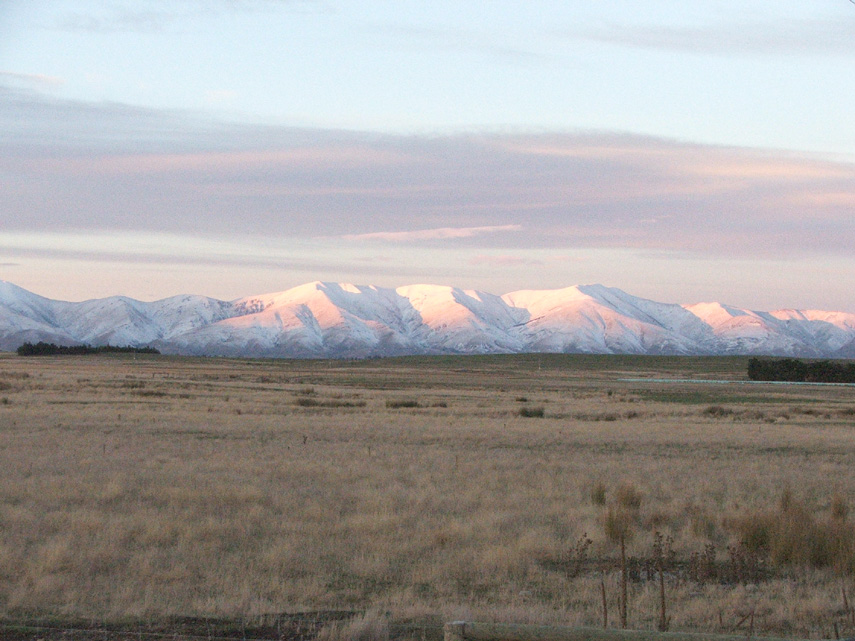
Einer der Drehorte: die Maniototo Plain auf der Südinsel Neuseelands

Beim nächsten Treffen verhält Phil sich Peter gegenüber wider Erwarten sehr anständig. Er verspricht Peter, ihm bis zum Beginn des neuen Schuljahres ein Lasso aus Rohhaut zu flechten, und will ihm auch das Reiten beibringen. Dass Peter in den Schattierungen der naheliegenden Berge die Form eines bellenden Hundes erkennt, die bisher nur Bronco Henry und er selbst wahrgenommen hatten, imponiert Phil zusätzlich.
Bei einem Ausritt findet Peter ein an Milzbrand verendetes Rind und beginnt, den Kadaver zu sezieren. Peter und Phil unternehmen gemeinsame Ausritte. Bei der spielerischen Jagd auf ein Kaninchen verletzt sich Phil an der Hand. Dass Peter soviel Zeit mit ihrem verhassten Schwager verbringt, verschlimmert Roses Alkoholismus. Als zwei Indianer vor der Ranch um Rinderhäute bitten, die Phil ohnehin meist nur verbrennt, verschenkt Rose sie und erhält im Gegenzug zum Dank ein paar Lederhandschuhe. Kurz darauf bricht sie stark alkoholisiert zusammen und wird von ihrem Mann gepflegt.
Phil ist verzweifelt und rasend vor Wut auf Rose, weil er nun keine Häute mehr hat, um das Lasso für Peter fertigzustellen. Peter bietet Phil ein Stück Haut an, das er aufbewahrt habe, da er sich am Herstellen eines Lassos üben wollte. Phil erzählt, wie ihm Bronco Henry einst das Leben rettete, indem sie sich bei eisigem Wetter gegenseitig wärmten. Peters Frage, ob sie dabei nackt gewesen seien, lässt er unbeantwortet. Sie verbringen die Nacht gemeinsam in der Scheune, um das Lasso fertigzustellen. Am nächsten Morgen erscheint Phil nicht zum Frühstück. George findet ihn krank im Bett; seine Wunde an der Hand ist stark entzündet. Phil fragt in seinem Delirium nach Peter, dem er das fertige Lasso schenken will, doch ist er nicht zu sehen. George bringt seinen Bruder ins Krankenhaus, wo er wenig später stirbt.
Bei Phils Beerdigung berichtet ein Arzt George, dass sein Bruder höchstwahrscheinlich an Milzbrand gestorben sei, was diesen verwirrt, da Phil stets erkrankte Rinder gemieden hatte. Peter, der nicht bei der Beerdigung war, liest unterdessen aus dem Psalm 22: „Entreiße mein Leben dem Schwert, mein einziges Gut aus der Gewalt der Hunde!“ Er legt das fertige Lasso mit behandschuhten Händen unter sein Bett und beobachtet aus dem Fenster, wie sich George und Rose lächelnd umarmen. Dass Peter Phil absichtlich die Haut des an Milzbrand gestorbenen Rindes gegeben hat, um an ihm Rache zu nehmen, bleibt unausgesprochen.

## Literarische Vorlage

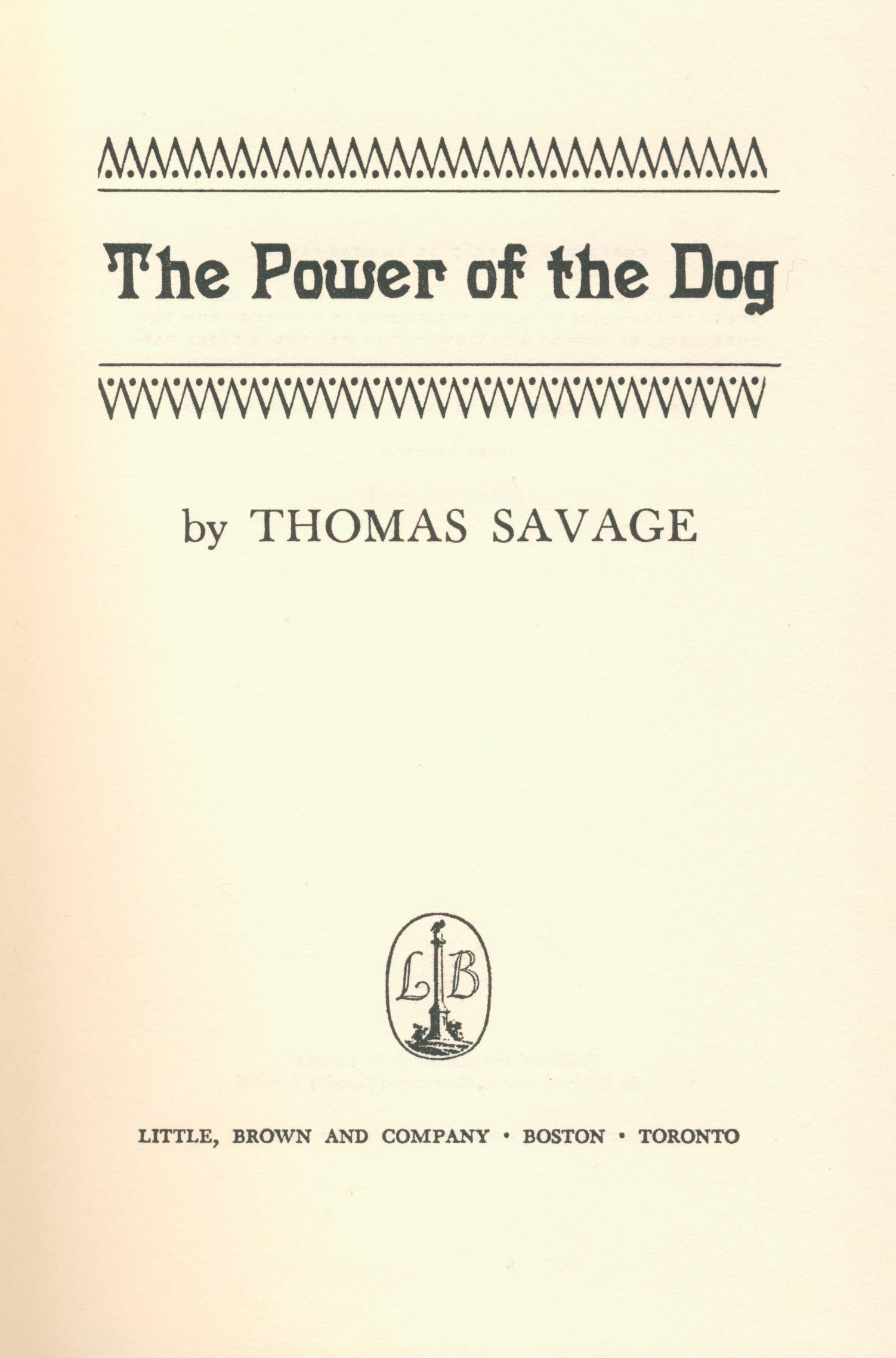
Titelblatt der Erstausgabe von The Power of the Dog von 1967

Der Film basiert auf dem Roman Die Gewalt der Hunde (The Power of the Dog) von Thomas Savage (1915–2003) aus dem Jahr 1967. Savage war der Sohn einer großen Schafzüchterfamilie. Seine Eltern ließen sich scheiden, als er zwei Jahre alt war, und bei der Wiederverheiratung seiner Mutter zog Savage mit ihr nach Montana. Das dortige Leben auf der Ranch beeinflusste stark seinen Roman The Power of the Dog, die Figur des Peter wird auch als Alter Ego von Savage gesehen. Savage war in den 1960er-Jahren ein verheirateter Familienvater, sich aber auch seiner damals verpönten Homosexualität bewusst. Anfang der 1960er-Jahre hatte er seine Familie einige Zeit für einen Mann verlassen, war aber dann zu ihr zurückgekehrt. Kurz darauf entstand The Power of the Dog, der als ein Grundthema das Verhältnis von Homophobie und unterdrückter Homosexualität hat.
Die Werke von Thomas Savage erhielten zwar oft großes Kritikerlob, erreichten allerdings nie ein breites Leserpublikum und waren teilweise über lange Jahre vergriffen. Im Falle von The Power of the Dog hatte aber bereits mehrfach Interesse an einer Verfilmung bestanden, unter anderem in den 1970ern mit Paul Newman als Phil und Faye Dunaway als Rose. Keines dieser Projekte kam zustande.

## Produktion

### Regie und Drehbuchentwicklung
Im Mai 2019 wurde bekannt, dass Oscar-Preisträgerin Jane Campion an der Verfilmung von Savages Roman arbeitete und auch das Drehbuch schrieb. Es wurde ihr erster Kinofilm seit Bright Star aus dem Jahr 2009, nachdem sie in den Jahren dazwischen an der Fernsehserie Top of the Lake gearbeitet hatte. Das Budget des Filmes betrug etwas über 30 Millionen US-Dollar, womit es der bislang teuerste Film der Regisseurin wurde.
Die neuseeländische Regisseurin war nach eigenen Angaben nicht auf der Suche nach einem Filmstoff, „verliebte“ sich aber beim Lesen von The Power of the Dog in das Buch und recherchierte anschließend weiter zu Thomas Savage. Anlässlich der Bekanntgabe der Verfilmung teilte sie mit: „The Power of the Dog ist ein herausragender Roman, der ein Leben auf der Großleinwand verdient. Ich konnte nicht aufhören, an die Geschichte zu denken, sie hat mich wirklich verfolgt. Die Themen von Männlichkeit, Nostalgie und Betrug sind eine berauschende Mischung.“ Insbesondere die komplexe Figur des Phil interessierte die Regisseurin, die bis dahin in ihren Filmen wie Das Piano vor allem weibliche Figuren ins Zentrum gerückt hatte. Campions Drehbuch bleibt insgesamt nahe an der Savages Roman; die wichtigste Aussparung des Films ist eine Vorgeschichte zwischen Phil und Roses durch Suizid verstorbenen Ehemann, die Peter und Rose einen weiteren Grund gibt, Phil nicht zu mögen.

### Besetzung und Synchronisation
| Darsteller           | Synchronsprecher       | Rolle                   |
| -------------------- | ---------------------- | ----------------------- |
| Benedict Cumberbatch | Tommy Morgenstern      | Phil Burbank            |
| Kirsten Dunst        | Marie Bierstedt        | Rose Gordon             |
| Jesse Plemons        | Leonhard Mahlich       | George Burbank          |
| Kodi Smit-McPhee     | Marco Eßer             | Peter Gordon            |
| Thomasin McKenzie    | Celina Gaschina        | Lola, Dienstmädchen     |
| Genevieve Lemon      | Ilka Teichmüller       | Mrs. Lewis, Köchin      |
| Frances Conroy       | Marina Krogull         | „Alte Dame“ der Brüder  |
| Peter Carroll        | Hans Bayer             | „Alter Herr“ der Brüder |
| Keith Carradine      | Joachim Tennstedt      | Gouverneur Edward       |
| Karl Willetts        | Armin Schlagwein       | Bill                    |
| Cohen Holloway       | Armin Schlagwein       | Bobby                   |
| Alistair Sewell      | Mario Klischies        | Juan                    |
| Sean Keenan          | Gregor Knop            | Sven                    |
| Jacque Drew          | Greta Galisch de Palma | Jeanie                  |

Benedict Cumberbatch stand bereits früh für die Rolle des Phil Burbank fest. Zunächst waren Elisabeth Moss und Paul Dano für die Rollen von Rose und George vorgesehen, als sich das Projekt allerdings verzögerte, mussten beide im Herbst 2019 aufgrund von Terminproblemen aussteigen. Daraufhin wurden stattdessen Kirsten Dunst und Jesse Plemons besetzt, insofern passend, da beide auch im echten Leben ein Paar sind. In weiteren Rollen sind Kodi Smit-McPhee als Roses Sohn Peter und Thomasin McKenzie in der Rolle des Dienstmädchen Lola zu sehen. Genevieve Lemon, die seit dem Film Sweetie (1989) immer wieder mit Campion zusammenarbeitete, spielt die Köchin Mrs. Lewis.
Die Nebenbesetzung besteht überwiegend aus australischen und neuseeländischen Schauspielern, Ausnahmen sind die bekannten Hollywood-Gesichter Keith Carradine und Frances Conroy. Letztere spielt die „Old Lady“ und damit die Mutter der beiden Brüder, während Peter Carroll die Rolle des „Old Gent“ und Vaters übernahm. Auch Campions Tochter, die Schauspielerin Alice Englert, übernahm eine kleine Rolle und spielt Buster.
Die deutsche Synchronisation entstand nach einem Dialogbuch und der Dialogregie von Pierre Peters-Arnolds im Auftrag der Interopa Film GmbH, Berlin.

### Dreharbeiten und Postproduktion
Jane Campion ließ sich als Gast der Schriftstellerin Annie Proulx, die ein Nachwort Savages The Power of the Dog geschrieben hatte, durch die Berglandschaften von Montana führen. Während ihres Aufenthalts besuchte Campion auch die Ranch im Südwesten des Bundesstaates, auf der der Schriftsteller Savage aufgewachsen war und wo er theoretisch die hundeförmige Bergformation gesehen hatte, die der Schlüssel zur Handlung des Romans ist.
Aus finanziellen, infrastrukturellen und künstlerischen Gründen wurde aber entschieden, den Film in Campions Heimatland Neuseeland zu drehen. Als Kamerafrau fungierte die Australierin Ari Wegner. Die Dreharbeiten fanden ab Anfang 2020 in der Otago Region auf der Südinsel Neuseelands statt, unter anderem in der Stadt Dunedin und in der Landschaft Maniototo Plain. Die Dreharbeiten waren drei Wochen vor ihrem Ende, als wegen der Covid-19-Pandemie zeitweise nicht weitergedreht werden konnte. Ein Teil der internationalen Filmcrew flog nach Hause zurück, ihre Rückkehr nach Neuseeland erwies sich allerdings aufgrund der strengen Einreisebedingungen des Landes während der Pandemie als schwierig. Die Crewmitglieder erhielten schließlich Einreisegenehmigungen, allerdings verbunden mit einer zweiwöchigen Quarantänepflicht. Nach Abschluss der Dreharbeiten führte Campion die Postproduktion in Australien durch. Für den Filmschnitt arbeitete sie mit Peter Sciberras zusammen.

### Filmmusik und Veröffentlichung

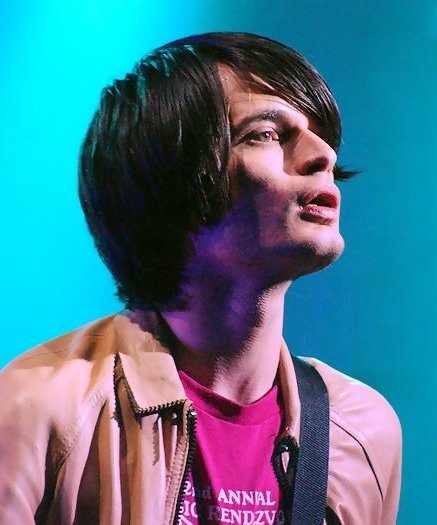
Jonny Greenwood

Die Filmmusik wurde von Jonny Greenwood, einem Mitglied der Rockband Radiohead, komponiert. Das Soundtrack-Album mit 16 Musikstücken wurde am 17. November 2021 von Lakeshore und INVADA Records als Download veröffentlicht. Für seine Arbeit erhielt Greenwood zahlreiche Nominierungen, darunter eine Oscar-Nominierung, eine Nominierung im Rahmen der Golden Globes und bei der Verleihung der British Academy Film Awards.
Der Streaminganbieter Netflix erwarb die Rechte am Film. The Power of the Dog feierte am 2. September 2021 bei den Internationalen Festspielen von Venedig seine Premiere und wurde hiernach beim Telluride Film Festival, beim Toronto International Film Festival, beim New York Film Festival und beim London Film Festival vorgestellt. Ende Oktober 2021 wurde der Film bei der Viennale vorgestellt.
Nach einer Vorstellung beim AFI Fest kam der Film am 17. November 2021 in ausgewählte US-Kinos und am darauffolgenden Tag in die deutschen Kinos. Am 1. Dezember 2021 wurde The Power of the Dog in das Programm von Netflix aufgenommen.

## Rezeption

### Altersfreigabe
In den USA erhielt der Film von der MPAA ein R-Rating, was einer Freigabe ab 17 Jahren entspricht. In Deutschland wurde der Film von der FSK ab 16 Jahren freigegeben. In der Freigabebegründung heißt es, der Film enthalte einige Streit- sowie Bedrohungssituationen und zeige vereinzelt drastische Handlungen an Tieren mit deutlichen Verletzungsdarstellungen.

### Kritiken

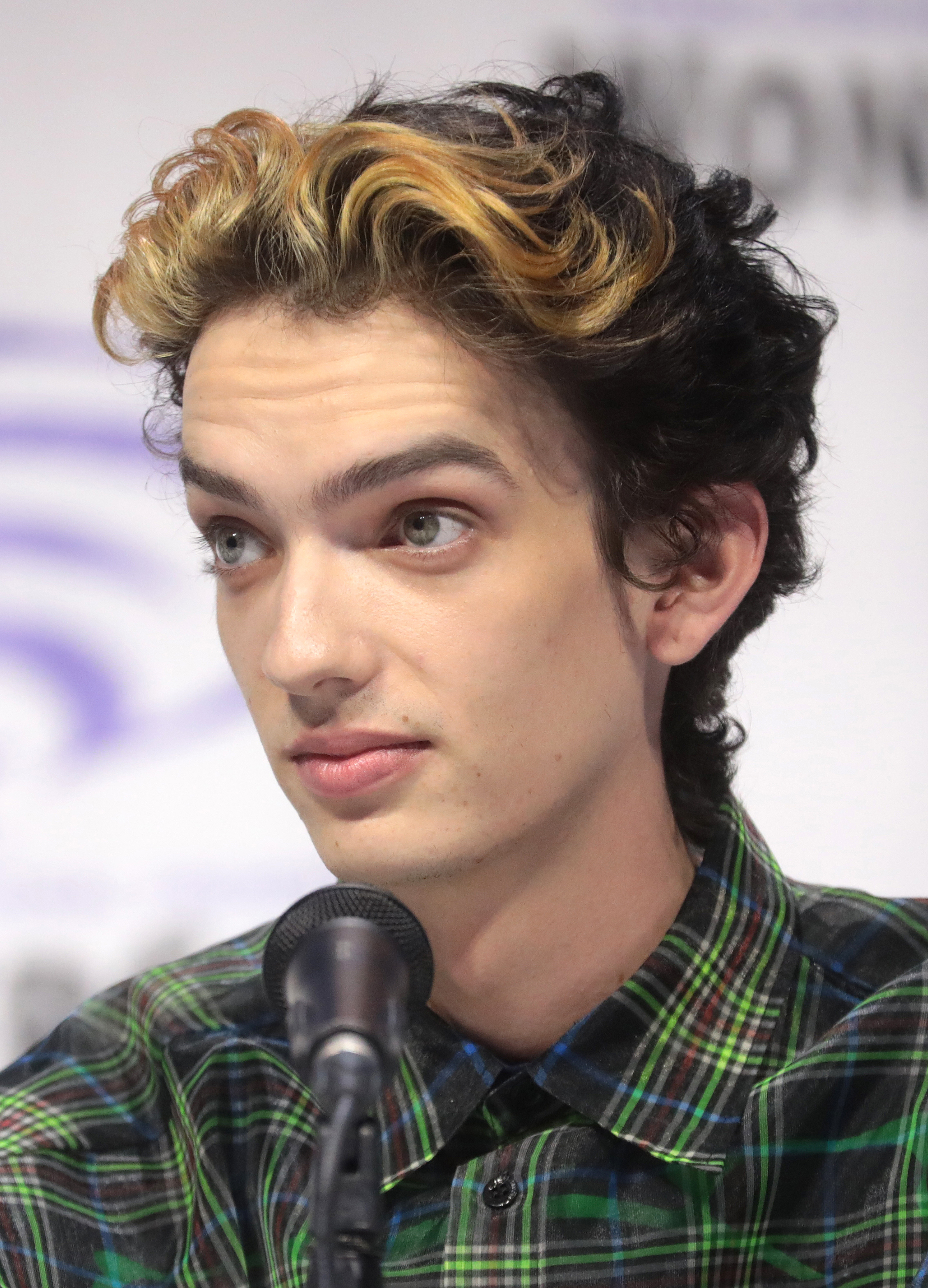
Kodi Smit-McPhee spielt Peter

Von den bei Rotten Tomatoes erfassten Kritiken sind 94 Prozent positiv bei einer durchschnittlichen Bewertung von 8,4 der möglichen 10 Punkte womit er aus den 22. Annual Golden Tomato Awards als Zweitplatzierter in der Kategorie Filmdramen des Jahres 2021 hervorging. Auf Metacritic erhielt der Film einen Metascore von 89 von 100 möglichen Punkten.
Bilge Ebiri von Vulture schreibt, es sei eine perfekte Rolle für Benedict Cumberbatch, dessen sanfte Züge und kantiger Körper ihn immer aus konkurrierenden Impulsen zusammengebaut erscheinen ließen. Zunächst glaube man zu wissen, wer Phil ist: grob, sadistisch und ein absoluter Bösewicht. Doch Jane Campion zeige auch dessen innere Unsicherheit, und dass er die Rolle des knallharten Cowboys angenommen habe, um sich zugehörig zu fühlen. Kodi Smit-McPhee hingegen porträtiere Peter als jemand, der nur er selbst sein könne, auch wenn das die Männer um ihn herum wütend mache. Er scheine unfähig zu sein, sich Identitäten und Körperhaltungen anzueignen: „Peter ist, wer er ist, und Phil sieht darin eine direkte Bedrohung dessen, wer er sein möchte“, so Ebiri. Campion bewahre die Einfachheit von Thomas Savages Prosa mit der unaufdringlichen Leichtigkeit ihres eigenen Geschichtenerzählens, und sie finde sogar einen überzeugenden Weg, um die etwas veralteten freudschen Vorstellungen im Roman zu umgehen und in die Köpfe ihrer Protagonisten einzudringen, indem sie sich auf das Äußere konzentriere, „auf die Dinge, die sie sehen und berühren, und die dicke Luft um sie herum“.

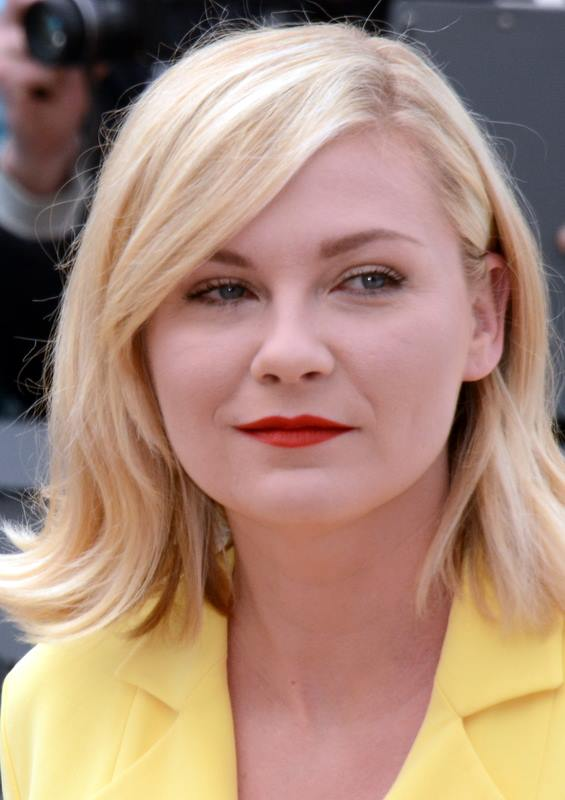
Kirsten Dunst spielt Peters Mutter Rose

Thomas Schultze von Blickpunkt:Film erinnert in seiner Kritik daran, dass die von Savage erdachte Hauptfigur einen Einblick in eine Männerpsyche gewähre – die eines Mannes, der den tiefen Hass auf das eigene Verlangen an seiner Umwelt auslasse –, und schnell ahne man auch im Film, dass Phils bösartige Attacken gegen den auf ihn weibisch wirkenden Sohn der Frau seines Bruders letztlich dem Umstand geschuldet seien, dass er seine eigene Sexualität nicht anerkennen könne. Sie habe ihn nicht mit einem für Machorollen bekannten Schauspieler besetzt, sondern mit Cumberbatch, der mit Dreitagebart, fettigem Haar und muskulösem Körperbau gegen den intellektuellen Figurentyp ankämpfe, mit dem man den Briten gemeinhin assoziiere: „Immer wieder bahnt es sich den Weg ins Freie, als würde hinter Clark Kent immer wieder Superman hervorblitzen“ Dies mache die Darstellung von Cumberbatch faszinierend facettenreich. Die Bilder der Farm erinnerten an Terrence Malicks In der Glut des Südens, wo die Natur ebenfalls das Leben der Siedler fest im Griff halte, doch trotz aller visuellen Kraft sei The Power of the Dog ein Schauspielerfilm, so Schultze, in dem neben Cumberbatch und Smit-McPhee auch Jesse Plemons und Kirsten Dunst überzeugten.
David Rooney von The Hollywood Reporter schreibt, Dunst spiele Rose so zerbrechlich wie feines Porzellan. Diese füge sich dem zu dieser Zeit von Frauen erwarteten Verhaltenskodex, und wie sie sich in einem Kreislauf von Alkohol und Angstzuständen wiederfinde, sei ziemlich erschütternd, ebenso wie ihre greifbare Angst vor jeder Interaktion mit Phil. Plemons' George beschreibt Rooney als sanftmütig und ausgeglichen, was ihn zunächst schwach erscheinen lasse. Seine Weigerung, sich auf das toxische Niveau seines Bruders herabzulassen, lasse ihn letztlich jedoch stark und integer erscheinen, auch wenn seine Unaufmerksamkeit gegenüber dem Unglück seiner Frau darauf hindeute, dass er nicht mit dem vertraut ist, was eine liebevolle Beziehung ausmacht.

### Einsatz im Unterricht
Das Onlineportal kinofenster.de empfiehlt den Film ab der 11. Klasse für die Unterrichtsfächer Deutsch, Englisch, Ethik und Geschichte und bietet Materialien zum Film für den Unterricht. Dort schreibt Jörn Hetebrügge, wie Kelly Reichardts First Cow von 2019 hinterfrage auch Jane Campions Film das traditionelle Männlichkeitsbild im Western. Insofern biete es sich an, etwa in Deutsch oder Psychologie zunächst die Geschlechterstereotypen des Genres zu bestimmen, um darauf aufbauend zu analysieren, inwieweit Phil, aber auch die anderen Figuren aus The Power of the Dog diesen entsprechen. Vielversprechend sei auch eine umfassendere Figurenanalyse, um die Handlungsmotive der Figuren zu ergründen, auch mit Blick auf die überraschende Schlusswendung.

### Motive
Wenn am Ende der Geschichte das Zitat aus Psalm 22:20 den Titel des Films erklärt, bezieht sich dieser Satz auf die alte Symbolik von Hunden als Aasfressern, die die Verletzlichen ausbeuten. Der Titel könne sich genauso gut auf eine Szene beziehen, in der Peter von Phil gefragt wird, was er sieht, wenn er auf die Schatten sieht, die der Berg auf die Burbank-Ranch wirft, so Katie Rife von The A.V. Club. Dadurch, dass Peter ebenfalls die Umrisse eines Hundes erkennen kann, werde deren gemeinsame Fähigkeit zum Ausdruck gebracht, tiefer zu blicken und über das Offensichtliche hinaus zu sehen. Dieses mystische Element verbinde das menschliche Drama dieser vier widersprüchlichen Menschen mit der Landschaft selbst auf eine Weise, die den klassischen Western widerspiegelt und gleichzeitig eine erfrischend moderne Interpretation des Genres bietet, so David Rooney von The Hollywood Reporter.
Sophie Monks Kaufman von der Filmzeitschrift Little White Lies schreibt, während sich Phil und Peter zunächst als zwei männliche Archetypen im Konflikt präsentieren, der Macho-Mann gegen den schwächlichen Jungen, greife der Film zunehmend den queeren Subtext von Savages Buch auf und verleihe der Spannung zwischen den beiden eine Sinnlichkeit, wobei Campion gelegentlich mit Symbolen arbeitet. Als einen sexuell aufgeladenen Moment beschreibt Kaufman die Szene, in der Phil mit Peter spricht und währenddessen einen riesigen Zaunpfosten in den Boden schlägt. Dass Phil mit Bronco Henry eine sexuelle Beziehung hatte, wird bei der ungewöhnlich zärtlichen Pflege von Bronco Henrys altem Sattel durch Phil angedeutet. Das Ölen und Polieren des Sattels „grenze an Erotik“, so Guy Lodge in seiner Kritik für den Guardian.

### Auszeichnungen (Auswahl)
Vom American Film Institute wurde The Power of the Dog in die Top Ten der Filme des Jahres 2021 aufgenommen. Im IndieWire Critics Poll des Jahres 2021 landete der Film auf dem ersten Platz. Im Folgenden eine Auswahl weiterer Auszeichnungen und Nominierungen.
AACTA International Awards 2022
- Auszeichnung als Bester Film

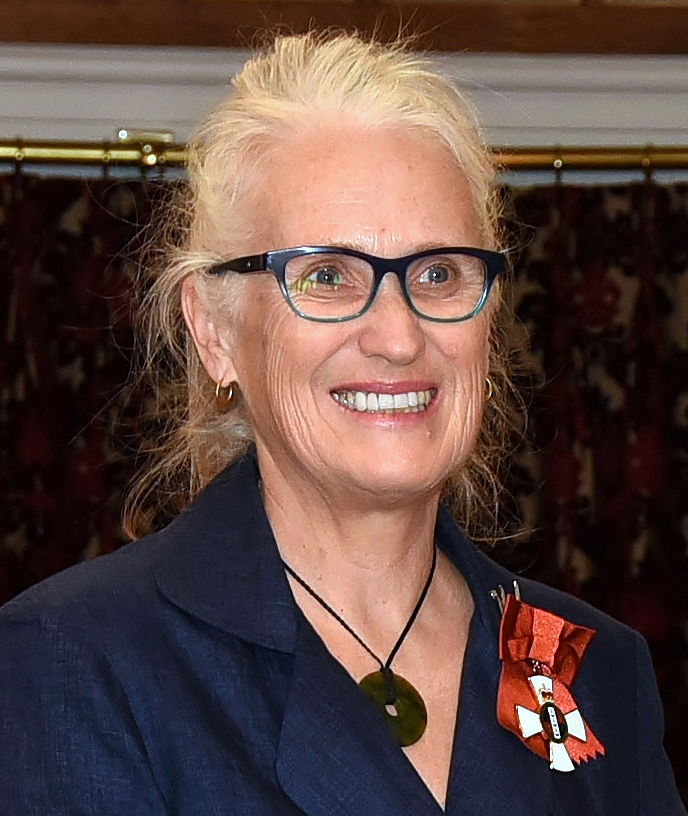
Jane Campion führte Regie und schrieb auch das Drehbuch

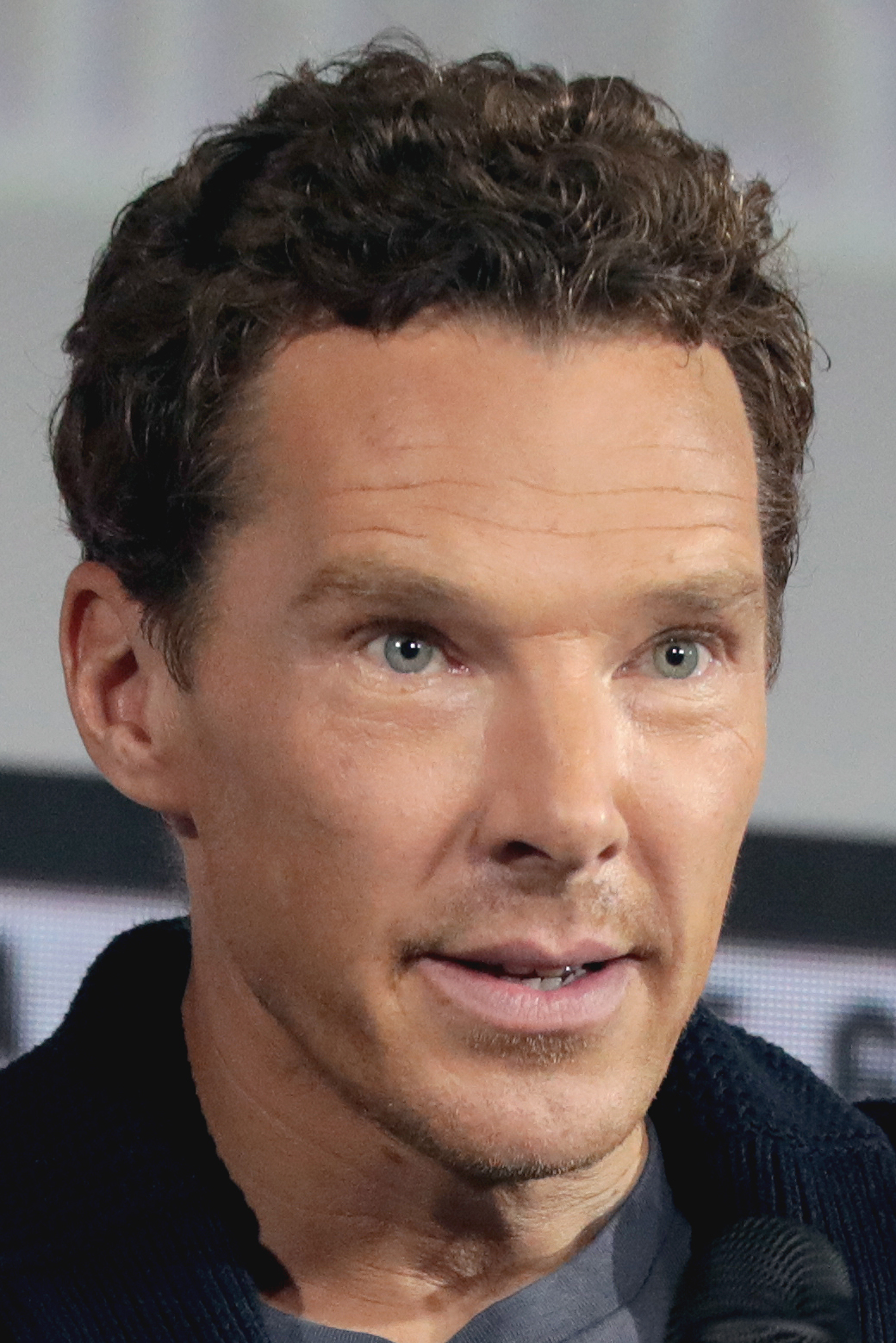
Benedict Cumberbatch spielt Phil Burbank

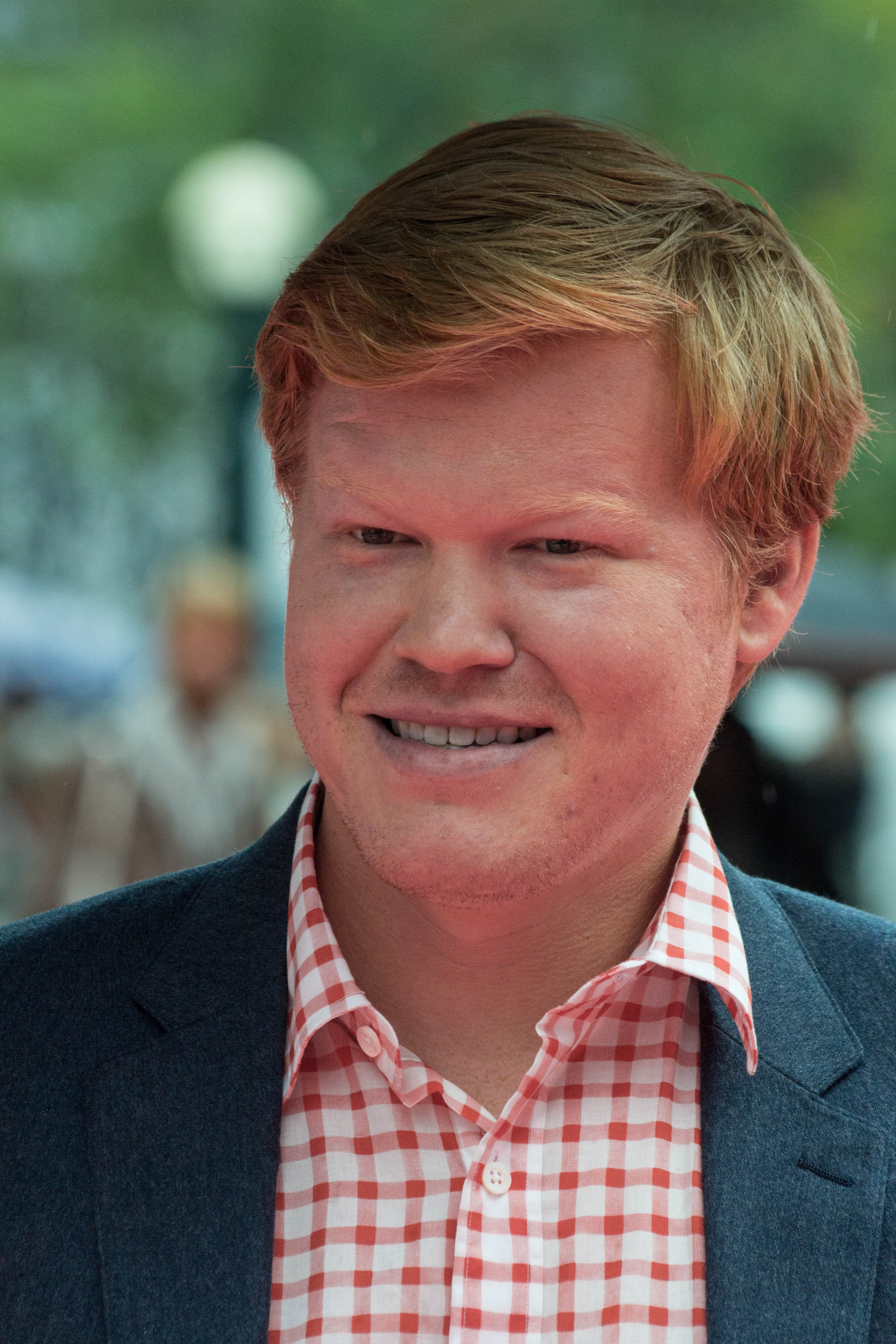
Jesse Plemons spielt seinen Bruder George

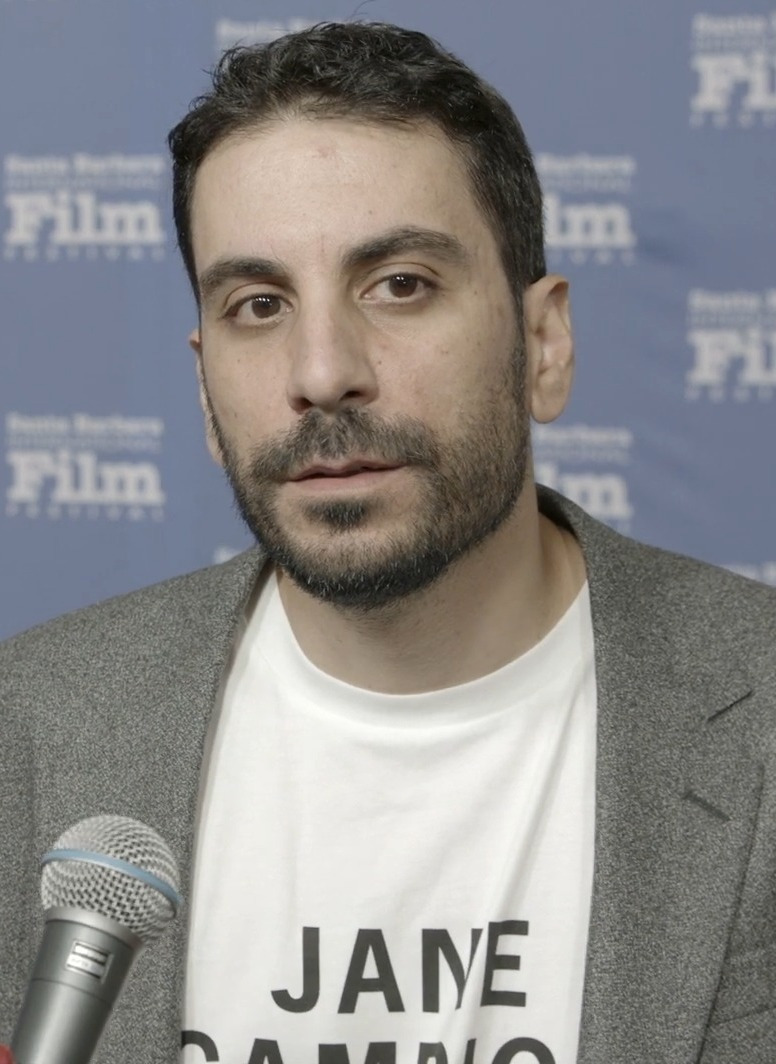
Filmeditor Peter Sciberras

- Nominierung für die Beste Regie (Jane Campion)
- Nominierung für das Beste Drehbuch (Jane Campion)
- Auszeichnung als Bester Hauptdarsteller (Benedict Cumberbatch)
- Auszeichnung als Bester Nebendarsteller (Kodi Smit-McPhee)
- Nominierung als Beste Nebendarstellerin (Kirsten Dunst)

American Society of Cinematographers Awards 2022
- Nominierung für die Beste Kamera – Kinofilm (Ari Wegner)[47]

British Academy Film Awards 2022
- Auszeichnung als Bester Film (Jane Campion, Iain Canning, Roger Frappier, Tanya Seghatchian und Emile Sherman)
- Nominierung für das Beste adaptierte Drehbuch (Jane Campion)
- Auszeichnung für die Beste Regie (Jane Campion)
- Nominierung als Bester Hauptdarsteller (Benedict Cumberbatch)
- Nominierung als Bester Nebendarsteller (Jesse Plemons)
- Nominierung als Bester Nebendarsteller (Kodi Smit-McPhee)
- Nominierung für die Beste Filmmusik (Jonny Greenwood)
- Nominierung für die Beste Kamera (Ari Wegner)

Chicago International Film Festival 2021
- Nominierung im International Feature Competition[48]

Critics’ Choice Movie Awards 2022
- Auszeichnung als Bester Film
- Nominierung als Bester Hauptdarsteller (Benedict Cumberbatch)
- Nominierung als Bester Nebendarsteller (Kodi Smit-McPhee)
- Nominierung als Beste Nebendarstellerin (Kirsten Dunst)
- Nominierung als Bestes Schauspielensemble
- Auszeichnung für die Beste Regie (Jane Campion)
- Auszeichnung für das Beste adaptierte Drehbuch (Jane Campion)
- Auszeichnung für die Beste Kamera (Ari Wegner)
- Nominierung für den Besten Schnitt (Peter Sciberras)
- Nominierung für die Beste Filmmusik (Jonny Greenwood)

Directors Guild of America Awards 2022
- Auszeichnung für die Beste Regie – Spielfilm (Jane Campion)[49]

Golden Globe Awards 2022
- Auszeichnung als Bester Film
- Auszeichnung für die Beste Regie (Jane Campion)
- Auszeichnung als Bester Nebendarsteller (Kodi Smit-McPhee)
- Nominierung für das Beste Drehbuch (Jane Campion)
- Nominierung als Bester Hauptdarsteller (Benedict Cumberbatch)
- Nominierung als Beste Nebendarstellerin (Kirsten Dunst)
- Nominierung für die Beste Filmmusik (Jonny Greenwood)

Golden Reel Awards 2022
- Nominierung in der Kategorie Achievement in Sound Editing – Feature Dialogue / ADR[50]

Grammy Awards 2023
- Nominierung als Bester komponierter Soundtrack für visuelle Medien (Jonny Greenwood)

Internationale Filmfestspiele von Venedig 2021
- Silberner Löwe für die Beste Regie (Jane Campion)[51]
- Nominierung für den Goldenen Löwen
- Nominierung für den Queer Lion

London Critics’ Circle Film Awards 2021
- Auszeichnung als Bester Film
- Auszeichnung für die Beste Regie (Jane Campion)
- Nominierung für das Beste Drehbuch (Jane Campion)
- Auszeichnung als Bester Hauptdarsteller (Benedict Cumberbatch)
- Nominierung als Beste Nebendarstellerin (Kirsten Dunst)
- Nominierung als Bester Nebendarsteller (Jesse Plemons)
- Auszeichnung als Bester Nebendarsteller (Kodi Smit-McPhee)
- Nominierung für eine Besondere technische Leistung (Jonny Greenwood)[52][53]

Los Angeles Film Critics Association Awards 2021
- Auszeichnung für die Beste Regie (Jane Campion)
- Auszeichnung als Bester Nebendarsteller (Kodi Smit-McPhee)

New York Film Critics Circle Awards 2021
- Auszeichnung für die Beste Regie (Jane Campion)
- Auszeichnung als Bester Hauptdarsteller (Benedict Cumberbatch)
- Auszeichnung als Bester Nebendarsteller (Kodi Smit-McPhee)[54]

Oscarverleihung 2022
- Nominierung als Bester Film (Jane Campion, Tanya Seghatchian, Emile Sherman, Iain Canning und Roger Frappier)
- Auszeichnung für die Beste Regie (Jane Campion)
- Nominierung für das Beste adaptierte Drehbuch (Jane Campion)
- Nominierung als Bester Hauptdarsteller (Benedict Cumberbatch)
- Nominierung als Bester Nebendarsteller (Kodi Smit-McPhee)
- Nominierung als Bester Nebendarsteller (Jesse Plemons)
- Nominierung als Beste Nebendarstellerin (Kirsten Dunst)
- Nominierung für den Besten Schnitt (Peter Sciberras)
- Nominierung für die Beste Kamera (Ari Wegner)
- Nominierung für die Beste Filmmusik (Jonny Greenwood)
- Nominierung für den Besten Ton (Richard Flynn, Robert Mackenzie und Tara Webb)
- Nominierung für das Beste Szenenbild (Grant Major und Amber Richards)

Palm Springs International Film Festival 2022
- Auszeichnung als Director of the Year (Jane Campion)[55]

Producers Guild of America Awards 2022
- Nominierung als Bester Kinofilm (Jane Campion, Tanya Seghatchian, Emile Sherman, Iain Canning und Roger Frappier)[56]

San Sebastián International Film Festival 2021
- Premio Sebastiane für den besten Film im Bereich LGBTQ+[57]
- Nominierung als Bester Film sowie für den Publikumspreis[58]

Satellite Awards 2021
- Nominierung als Bester Film
- Auszeichnung für die Beste Regie (Jane Campion)
- Nominierung für das Beste adaptierte Drehbuch (Jane Campion)
- Auszeichnung als Bester Hauptdarsteller (Benedict Cumberbatch)
- Auszeichnung als Bester Nebendarsteller (Kodi Smit-McPhee)
- Auszeichnung als Beste Nebendarstellerin (Kirsten Dunst)
- Nominierung für die Beste Filmmusik (Jonny Greenwood)
- Nominierung für die Beste Kamera (Ari Wegner)
- Nominierung für den Besten Filmschnitt (Peter Sciberras)
- Nominierung für das Beste Szenenbild (Grant Major und Amber Richards)
- Nominierung für das Beste Kostümdesign (Kirsty Cameron)
- Nominierung für den Besten Tonschnitt
- Auszeichnung als Bestes Ensemble[59]

Screen Actors Guild Awards 2022
- Nominierung als Bester Hauptdarsteller (Benedict Cumberbatch)
- Nominierung als Bester Nebendarsteller (Kodi Smit-McPhee)
- Nominierung als Beste Nebendarstellerin (Kirsten Dunst)

Toronto International Film Festival 2021
- Auszeichnung mit Tribute Actor Award (Benedict Cumberbatch)
- Auszeichnung mit dem Variety Artisan Award (Ari Wegner)[60]

USC Scripter Awards 2022
- Nominierung für das Beste Filmdrehbuch (Jane Campion und Thomas Savage)[61]